# Karel Batelka
Karel Batelka (20. srpna 1919 Vysoké Popovice – 18. června 2006 Jihlava) byl český palubní střelec 311. československé bombardovací perutě.

## Život

### Před druhou světovou válkou
Katel Batelka se narodil 20. srpna 1919 ve Vysokých Popovicích na Brněnsku. Vyučil se mechanikem.

### Druhá světová válka
Po německé okupaci opustil Karel Batelka v dubnu 1939 ilegálně Protektorát Čechy a Morava a přes Polsko a Švédsko odešel do Francie, kde podepsal závazek do cizinecké legie. Po vypuknutí druhé světové války byl přeřazen ke vznikající Československé armádě v zahraničí konkrétně k 1. pěšímu pluku. Prezentován byl 26. září 1939 v Agde. Po pádu Francie v červnu 1940 se evakuoval do Spojeného království. Zde byl přijat do Royal Air Force v ještě v roce 1940 působil jako mechanik u 310. československé stíhací perutě. Následně byl vycvičen na palubního střelce a v roce 1941 zařazen k 311. československé bombardovací peruti. Dne 17. ledna 1942 se účastnil náletu na Brémy ve stroji Vickers Wellington B Mk.Ic T2971 KX-J pod velením Jindřicha Svobody, který byl nad územím Nizozemska zasažen protiletadlovou palbou. Během pokusu o nouzové přistání Jindřich Svoboda, Jaromír Brož a Rudolf Mašek zahynuli, Karel Batelka byl s otřesem mozku a popáleninami zajat. Po vyléčení byl držen mj. v internačním táborech u Barthu a u Zaháně. Jeho rodiče byli v roce 1942 rovněž na půl roku uvězněni. Dne 25. srpna 1944 byl převezen na pražskou úřadovnu gestapa v Petschkově paláci a obviněn z velezrady, konce druhé světové války se ale dožil. Osvobozen byl americkými vojáky 16. dubna 1945 na hradě Colditz. Dosáhl hodnosti rotmistra.

### Po druhé světové válce
Po návratu do Československa pokračoval Karel Batelka v armádní službě. Dosáhl hodnosti kapitána. Po komunistickém převratu byl v roce 1949 propuštěn z armády a začal pracovat jako dělník. Do důchodu odešel v roce 1962. V roce 1990 byla vydána kniha jeho válečných vzpomínek Z bombardéru za mříže (Svět křídel, ISBN 80-85280-01-9). V roce 1991 byl rehabilitován a povýšen do hodnosti plukovníka v záloze. Zemřel 18. června 2006 v Jihlavě.

## Vyzanemenání
- Československý válečný kříž 1939
- Československá medaile Za chrabrost před nepřítelem
- Československá medaile za zásluhy I. stupně
- Pamětní medaile československé armády v zahraničí
- Hvězda 1939–1945
- Evropská hvězda leteckých posádek
- Vítězná medaile (Spojené království)